# Positions (canção)
"Positions" (estilizada em letras minúsculas) é uma canção da cantora estadunidense Ariana Grande, gravada para seu sexto álbum de estúdio, Positions (2020). Foi lançada pela Republic Records como primeiro single do álbum em 23 de outubro de 2020. A canção foi escrita por Grande, Angelina Barrett, Nija Charles, James Jarvis, Tommy Brown, London on da Track, e Mr. Franks, e produzida pelos três últimos.
"Positions" é uma canção pop e R&B produzida em torno de batidas trap, guitarra e violino, vendo Grande estender aberturas românticas para seu interesse amoroso. A canção foi recebida com críticas geralmente positivas dos críticos de música, que elogiaram seu som alegre e suave. O videoclipe da canção, dirigido por Dave Meyers, acompanhou o lançamento da canção, e retrata Grande como a Presidente dos Estados Unidos.

## Antecedentes e lançamento
Em 14 de outubro de 2020, Grande foi ao Twitter anunciar que seu próximo álbum será lançado no mesmo mês. Em 17 de outubro, ela postou um vídeo em câmera lenta dela digitando a palavra "positions" (em português; "posições") em um teclado. O teaser foi seguido por uma contagem regressiva que começou em seu site. Ela postou a capa e revelou a data de lançamento da canção em 21 de outubro. Mais tarde naquele dia, ela postou um trecho da música em suas redes sociais. "Positions" foi lançada para download digital e streaming em 23 de outubro, e será enviada as rádios mainstream dos Estados Unidos quatro dias depois.

## Composição
"Positions" é descrita como uma canção pop com elementos de R&B e trap. Liricamente, a música é fala sobre Grande prometendo a seu amante que ela permanecerá fiel a ele. Especulou-se que a música foi escrita sobre o ex-marido de Grande, Dalton Gomez. A instrumentação da música apresenta dedilhação de violão.

## Vídeo musical
O videoclipe de "Positions", foi publicado em 23 de outubro de 2020, mesmo dia do lançamento da música. O vídeo foi dirigido por Dave Meyers, — que já trabalhou com Ariana Grande nos videoclipes de "No Tears Left To Cry" e "God Is a Woman" — e retrata Grande como a presidente dos Estados Unidos. Ele a mostra em vários ambientes, incluindo uma reunião de Gabinete, o Gramado Sul, o Salão Oval e uma cozinha. Ele também apresenta participações especiais das artistas Tayla Parx e Victoria Monét, bem como a mãe de Grande, Joan. Os críticos notaram uma conexão entre o tema do vídeo e o debate à presidência dos Estados Unidos de 2020, que ocorreu horas antes do lançamento do vídeo.

## Créditos
Créditos adaptados do Tidal.
- Ariana Grande – vocais principais, vocais de apoio, composição, produção vocal, engenharia
- London on da Track – produção, composição
- Tommy Brown – produção, composição
- Mr. Franks – produção, composição
- Nija Charles – composição
- Angelina Barrett – composição
- Brian Vincent Bates – composição
- James Jarvis – composição, violão
- Billy Hickey – engenharia
- Serban Ghenea – mixagem
- Randy Merrill – masterização
- Wendy Goldstein – A&R
- Kenneth Jarvis III – A&R

## Histórico de lançamentos
| País           | Data                  | Formato                       | Gravadora(s) | Ref.   |
| -------------- | --------------------- | ----------------------------- | ------------ | ------ |
| Vários         | 23 de outubro de 2020 | CD download digital streaming | Republic     | [ 2 ]  |
| Austrália      | 23 de outubro de 2020 | Rádio mainstream              | Universal    | [ 19 ] |
| Reino Unido    | 23 de outubro de 2020 | Rádio mainstream              | Republic     | [ 20 ] |
| Estados Unidos | 27 de outubro de 2020 | Rádio mainstream              | Republic     | [ 21 ] |